# Дайм

Дайм (англ. dime) — монета коштом у 10 центів, або одну десяту долара США. Дайм найменша (як по товщині, так і по діаметру) з усіх монет, що випускаються в даний момент у США. На аверсі монети зображено портрет Франкліна Делано Рузвельта, 32-го президента США, на реверсі зображено смолоскип, дубова і маслинова гілки зверху девізу латиною «З багатьох - єдине».

## Історія

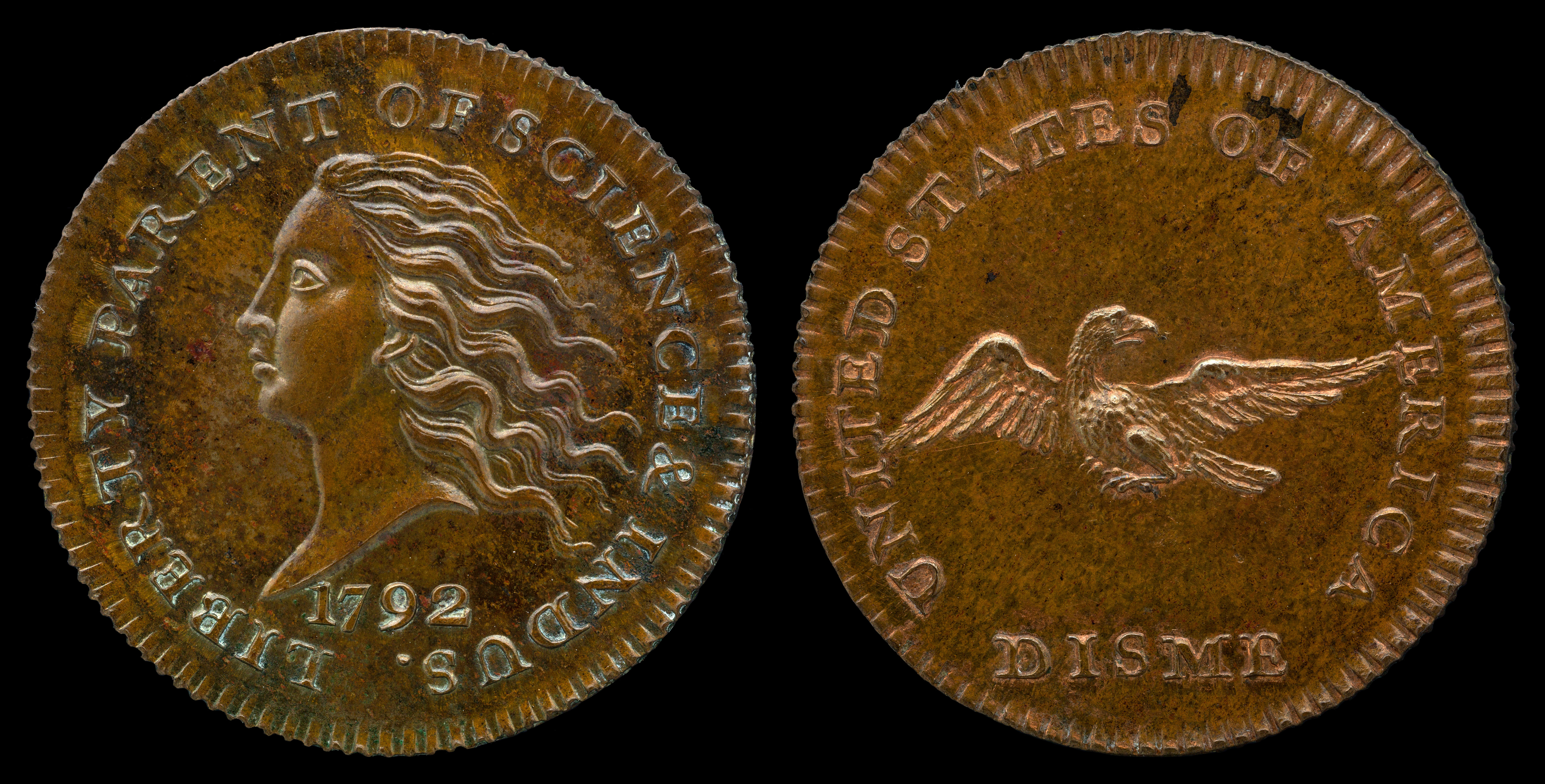
«Disme» 1792 року

Випуск дайму був затверджений Монетним Актом від 1792 року, а карбування розпочато у 1796 році. До 1946 року на аверсі монети зображалася жіноча голова, яка символізує Свободу, до 1837 року - орел на реверсі. З 1837 до 1891 року дайм випускався з зображенням Свободи, яка сиділа. У 1892 році зображення жіночої голови Свободи знову з'явилося на даймі і по імені гравера цей дайм відомий як «дайм Барб'є». Реверс двох останніх описаних випусків несли на собі напис «один дайм», в оточені вінку. У 1916 році на даймі була зображена Свобода (робота Адольфа Олександра Вейнмана, модель - актриса Одрі Менсон) з крилами у голови, така монета отримала прізвисько «дайм Меркурій» за аналогією з крилами  бога Міркурія; на зворотному боці зображувалися фасції. Більшість змін дизайну було зроблено в 1946 році.
Склад металу та діаметр дайму змінювався з його випусками. Найперший дайм був 18,8 мм завширшки. У 1828 році дайм набув сучасного діаметру у 17,91 мм. Склад металу (спочатку) 89,24% срібла та 10,76% міді, залишався незмінним до 1837 року, коли його змінили на 90% срібла та 10% міді. Згідно з Актом від 1965 року срібний дайм перестав карбуватися. На сьогодення, монета дайм карбується з плакованого мідно-нікелевого сплаву. Складається з зовнішнього шару 75% міді та 25 % нікелю), та чистого мідного сердечнику.
З 1992 року, карбуються колекційні набори монет Silver Proof, що містять срібні дайми стандарту до 1965 року (90% срібла). Набори не призначені для загальної циркуляції.
Термін дайм походить з французької мови disme, що означає «десятина» або «десята частина», з латини  DECIMA  (десята частина). Цей термін з'явився на ранніх зразках монет, але не використовувався ні в одному випуску даймів до 1837 року

## Типи даймів
З моменту своєї появи у 1796 році дайм був випущений у шести різних основних типах (не враховуючи монет "Disme" 1792 року). Назва для кожного типу (за винятком даймів Барб'є) вказує на дизайн на лицьовій стороні монети.
- «Draped Bust» - прикритий («драпований») бюст Свободи 1796-1807;
- «Capped Bust» - бюст Свободи у фригійському ковпаку 1809–1837;
- «Seated Liberty» - Дайм (Свобода, що сидить) 1809-1837;
- «Barber» - Дайм (Барб'є), монети Чарльза Барб'є 1892-1916;
- «Winged Liberty Head (Mercury)» - дайм (Меркурій), Свобода, з крилами у голові 1916-1945;
- «Roosevelt» - дайм (Рузвельт), монети з зображенням Рузвельта з1946.

## Монети "Disme" 1792 року
Закон про карбування монет 1792 року, санкціонував карбування монети «disme», вартістю в одну десяту долара (вагою срібла та номіналом). Склад металу «disme» був встановлений на рівні 89,24 % срібла і 10,76 % міді. У 1792 році було викарбувано обмежене число цих монет. Деякі з них були викарбувані з міді, що свідчить про те, що це були шаблони монет. Перші дайми карбували для поширення не раніше 1796 року.

## Джерело
- Нумізматичний сайт [Архівовано 6 січня 2017 у Wayback Machine.]